# Бельведер (Відень)

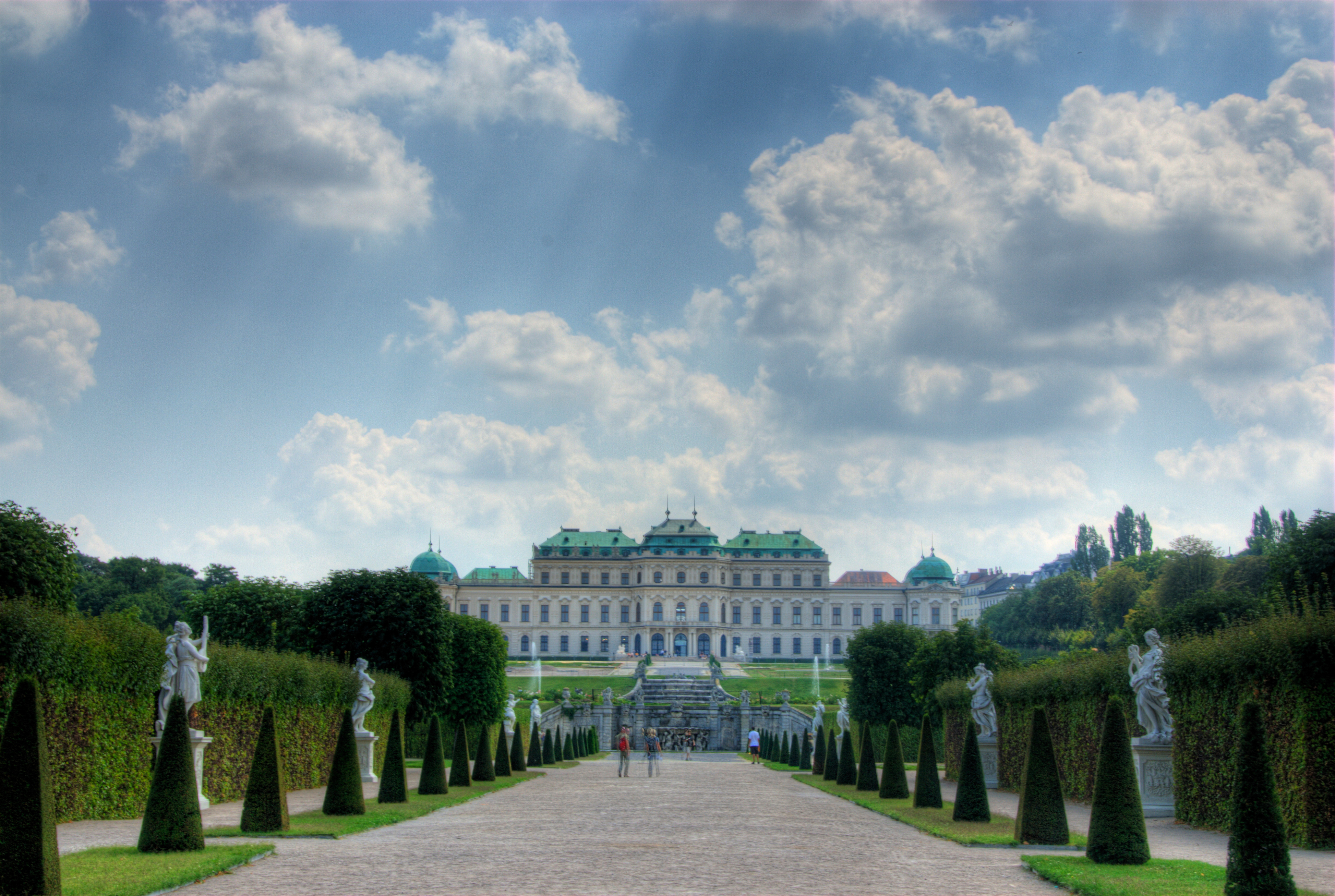
Віденський Бельведер або Верхній Бельведер, садовий фасад

Бельведе́р (від італ. Belvedere) — розкішний палацовий комплекс-бельведер періоду бароко в місті Відень, столиці Австрії. Нині один з найбільших і найбагатших своїм зібранням музеїв мистецтва Європи.

## Загальні дані
Комплекс Віденський Бельведер, зведений Лукасом фон Гілдебрандтом як літня (тоді заміська) резиденція для одного з уславлених полководців свого часу принца Євгенія Савойського на початку XVIII століття, від перших десятиліть ХХ століття є музеєм мистецтва.
Палац-музей розміщений за адресою:
- Prinz Eugen-Str. 27, 1030 Wien (Верхній Бельведер);
- Rennweg 6, 1030 Wien (Нижній Бельведер, Оранжерея, Палацові стайні).

Години для відвідування:
- Верхній Бельведер (галерея картин від 15 століття до сьогодення): щодня 10:00—18:00
- Нижній Бельведер (музей бароко), Оранжерея: щодня 10:00-18:00, щосереди 10:00—21:00
- виставка сучасного мистецтва в саду «Augarten»: четвер—неділя 11:00—19:00
- Палацові стайні: щодня 10:00 до ночі.

## Історія

### Резиденція монархів

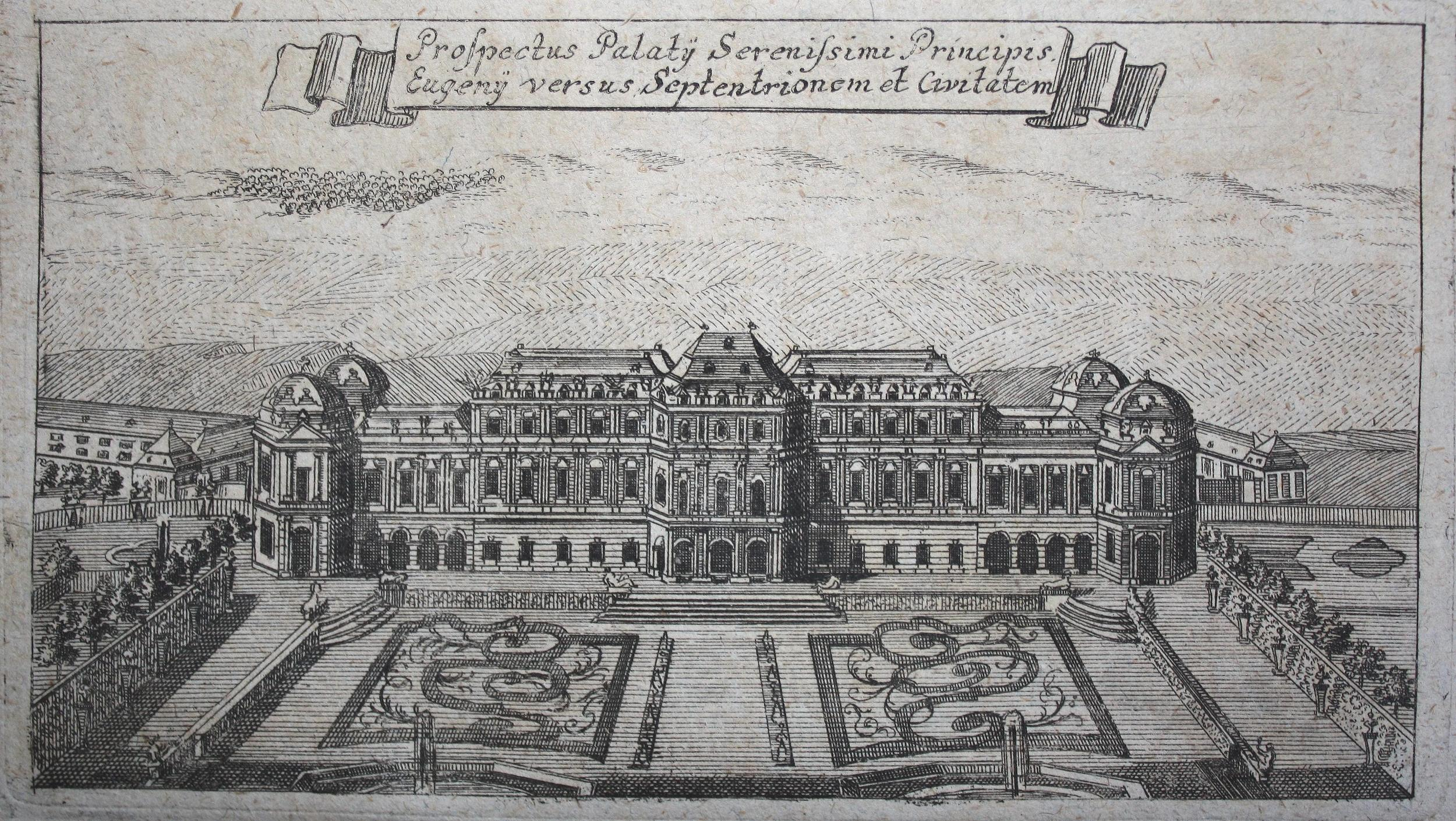
Віденський Бельведер, гравюра, 1753

Палац Бельведер був зведений за велінням принца Євгенія Савойського (1663-1736). Ідею втілив відомий віденський архітектор Йоган Лукас фон Гільдебрандт. У 1700 році на схилі пагорбу, що спускався до міста, почалися роботи з влаштування парку на французький манер. А в 1713 році взялися за будівництво споруди Нижнього палацу, що тривало три роки.
Головну будівлю комплексу — Верхній палац, звідки за планом повинен був розгортатися дивовижний вигляд на Відень, —  споруджений у 1721—1723 роках.
Після смерті принца Євгенія Савойського Карл VI придбав його бібліотеку, яка склала істотну частину імператорської бібліотеки в Гофбурзі (нині Національна Бібліотека).
У 1752 році імператриця Марія Терезія придбала обидва палаци разом з парком. Правда, Бельведер досить довго був у запустінні, оскільки правителька й далі використовувала Шенбрунн як свою літню резиденцію. У Бельведері ж періодично влаштовувалися барвисті вистави й фестивалі. Найпишніше святкування було влаштоване тут на честь заручин Марії Антуанети з майбутнім королем Франції Людовиком XVI.
Наприкінці 1770-х Йосиф II вирішив перевезти велику частину імператорської колекції з Гофбурґа у Верхній Бельведер і велів видати каталог художніх творів, що містились у палаці. У 1781 році у Верхньому палаці було розміщено колекцію творів мистецтва. Так Бельведер став одним з перших музеїв в Європі, відкритих для громадськості.
У 1897 році палац став резиденцією спадкоємця австрійського престолу принца Франца Фердинанда. Він потурбувався про те, щоб у палаці були проведені електрика й центральне опалення. Отже, замок доби бароко був адаптований під житлові й службові приміщення.
Із початком Першої світової війни Верхній Бельведер запустів, тоді Нижній палац уже з 1903 року перетворений на картинну галерею. Попри передвоєнний неспокій, а згодом військовий час, спеціальна комісія піклувалася про регулярне поповнення художньої колекції. Так, наприклад, найвідоміша картина Ґустава Клімта «Поцілунок» була придбана музеєм практично відразу ж після її написання у 1908 році.

## Опис

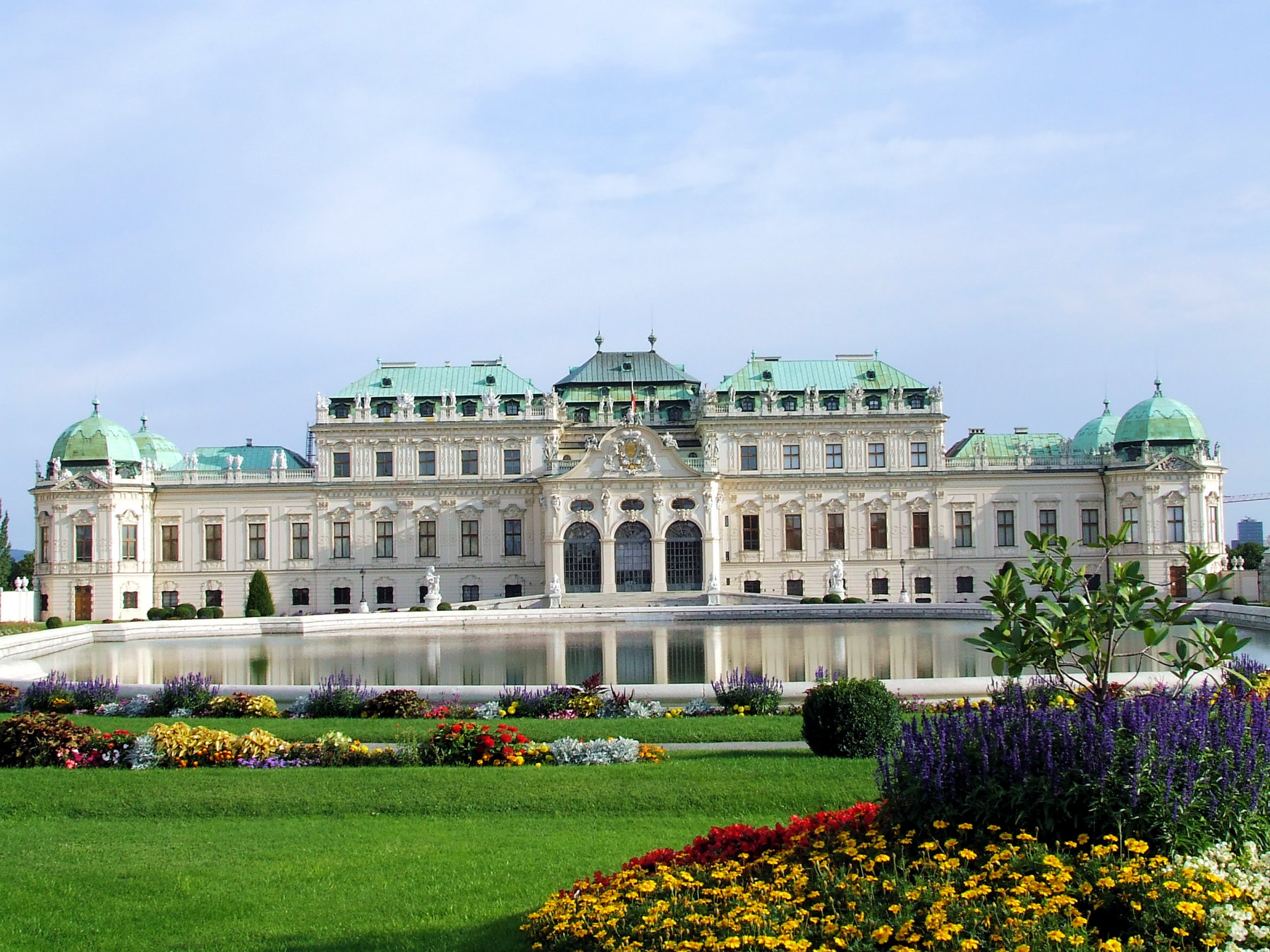
Вигляд на Верхній Бельведер

Палацовий комплекс має у своєму складі:
- Верхній палац (Верхній Бельведер);
- Нижній палац (Нижній Бельведер);
- Палацовий сад (парк);
- Оранжерея;
- Палацові стайні.

Віденський Бельведер зберігся до наших днів у майже незміненому вигляді, за винятком втраченого нині звіринця у верхній частині парку й значною мірою переробленої оранжереї біля Нижнього палацу.
Палацовому комплексу Бельведер як архітектурному шедевру австрійського майстра Йогана фон Гільдебрандта властиве поєднання парадної величі й невимушеної простоти, широкого розмаху й водночас доступності.
Між двома палацами розкинувся парк з акуратно підстриженими кущами й низькими алеями, адже дерева не повинні розростатися і закривати вид на фонтани, сходи, басейни, вази та статуї. Споруди гармонійно вписуються в пейзаж і сприймаються як його частина, а сам краєвид — теж творіння людських рук.
У палацово-парковому комплексі Віденського Бельведеру завжди можна подихати свіжим повітрям і на деякий час забути про метушню великого міста, тому Бельведер є улюбленим місцем прогулянок як для віденців, так і для численних туристів.

### Мистецький музей

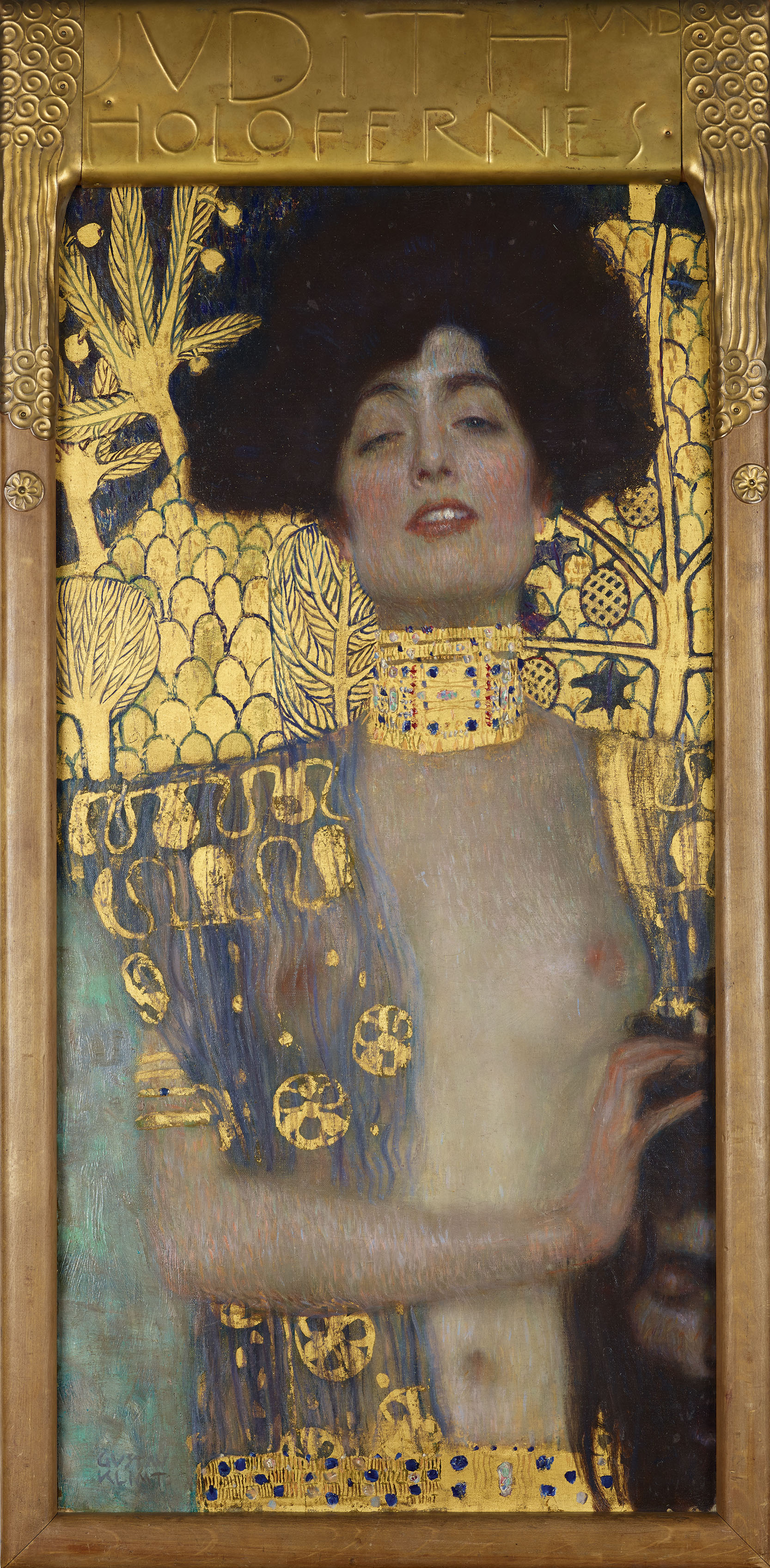
«Юдіт» Клімта в зібранні Австрійської галереї Бельведеру

Після Першої світової війни, у 1920-1921 роках, музей Бельведер ґрунтовно змінився. У Нижньому палаці розмістився музей бароко; у Верхньому — Галерея мистецтва XIX століття; оранжерею ж перетворили на Галерею сучасного мистецтва.
Практично всі твори австрійського бароко були перевезені з художньо-історичного музею (нім. Kunsthistorisches Museum) до палацу Нижній Бельведер.
В економічно кризові 1930-ті музею, однак, вдавалося поповнювати своє зібрання шедеврами класичного й сучасного мистецтва з Франції та Німеччини.
Під час ІІ Світової війни в жовтні 1944 року західна частина Верхнього палацу була зруйнована бомбою, а в лютому 1945 року така ж доля спіткала й західне крило Нижнього палацу.
По війні після тривалих і наполегливих реставраційних робіт нарешті в 1953 році в Нижньому палаці був знову відкритий музей бароко, а в липні 1954 року частина зібрання предметів мистецтва XIX та XX століть була виставлена у Верхньому Бельведері і в Оранжереї.
У повоєнний час на Бельведері була зосереджена увага австрійської та світової громадськості. Адже в травні 1955 року са́ме в Мармуровій залі Верхнього палацу відбулося підписання Державного договору про відновлення незалежної і демократичної Австрії представниками Австрії та 4 держав-переможниць у ІІ Світовій війн: СРСР, США, Великої Британії та Франції. Так, Австрійська Республіка, приєднана під час війни до німецького Третього Рейху, а з 1945 року зайнята союзними військами, знову здобула повну державну незалежність.
Наприкінці ХХ століття закінчилася ґрунтовна реконструкція Верхнього палацу — знову відкриті для огляду зали палацу з виставленими із запасників художніми творами надають можливість побачити палацову капелу, розписану провідними італійськими живописцями XVIII століття, роботи австрійського майстра Макарта, а також багате зібрання полотен європейського імпресіонізму — від Дега до Ренуара і Ґоґена, і найбільшу колекцію творів австрійських еспресіоністів та модерністів — картини Еґона Шіле та гордості вітчизняного мистецтва Ґустава Клімта.

## Світлини

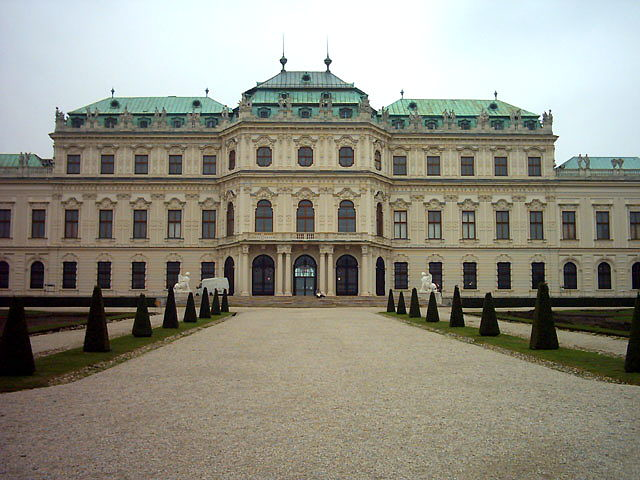
Палац Верхній Бельведер
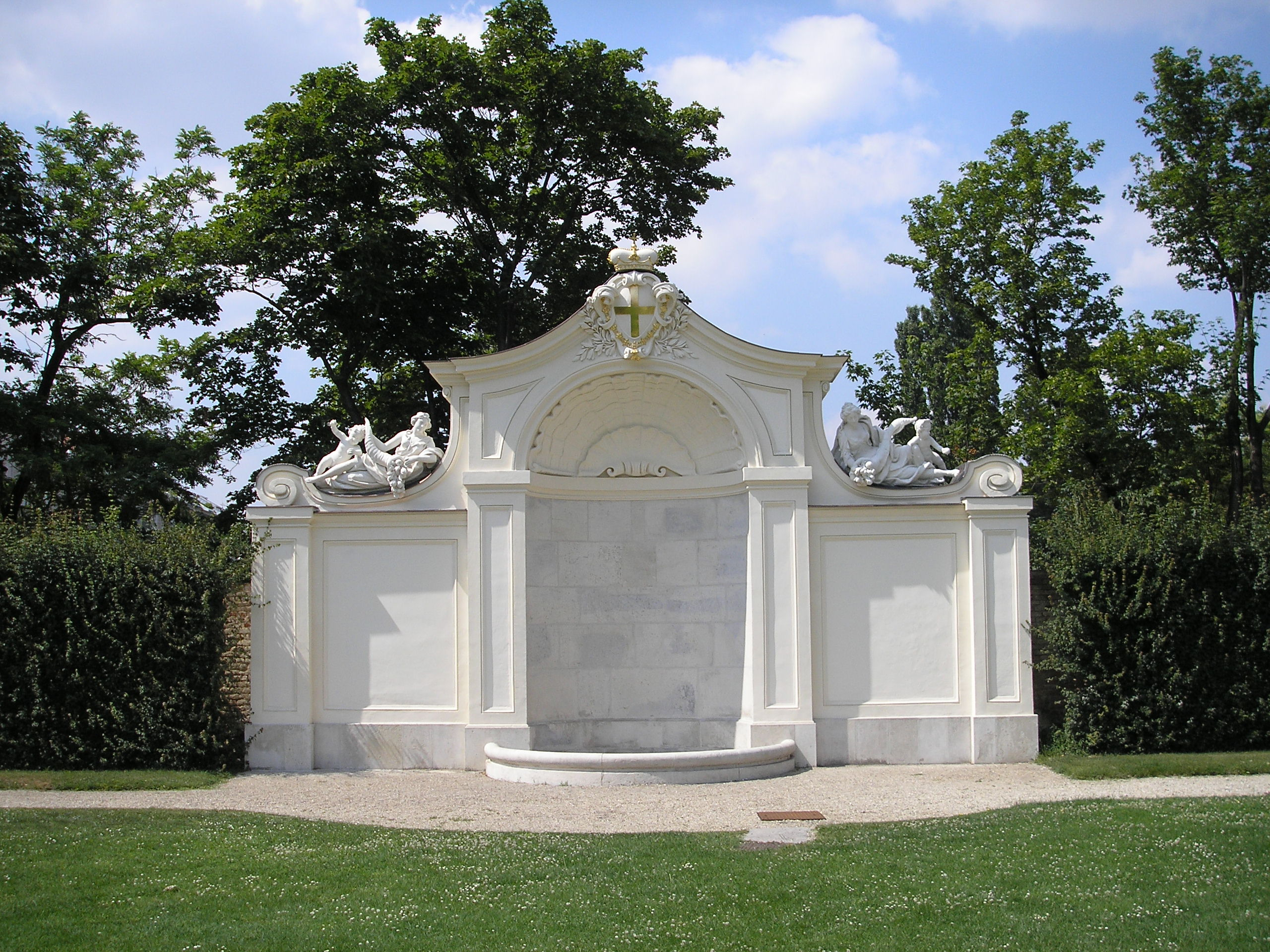
Фонтан-джерельце у Садах Бельведеру
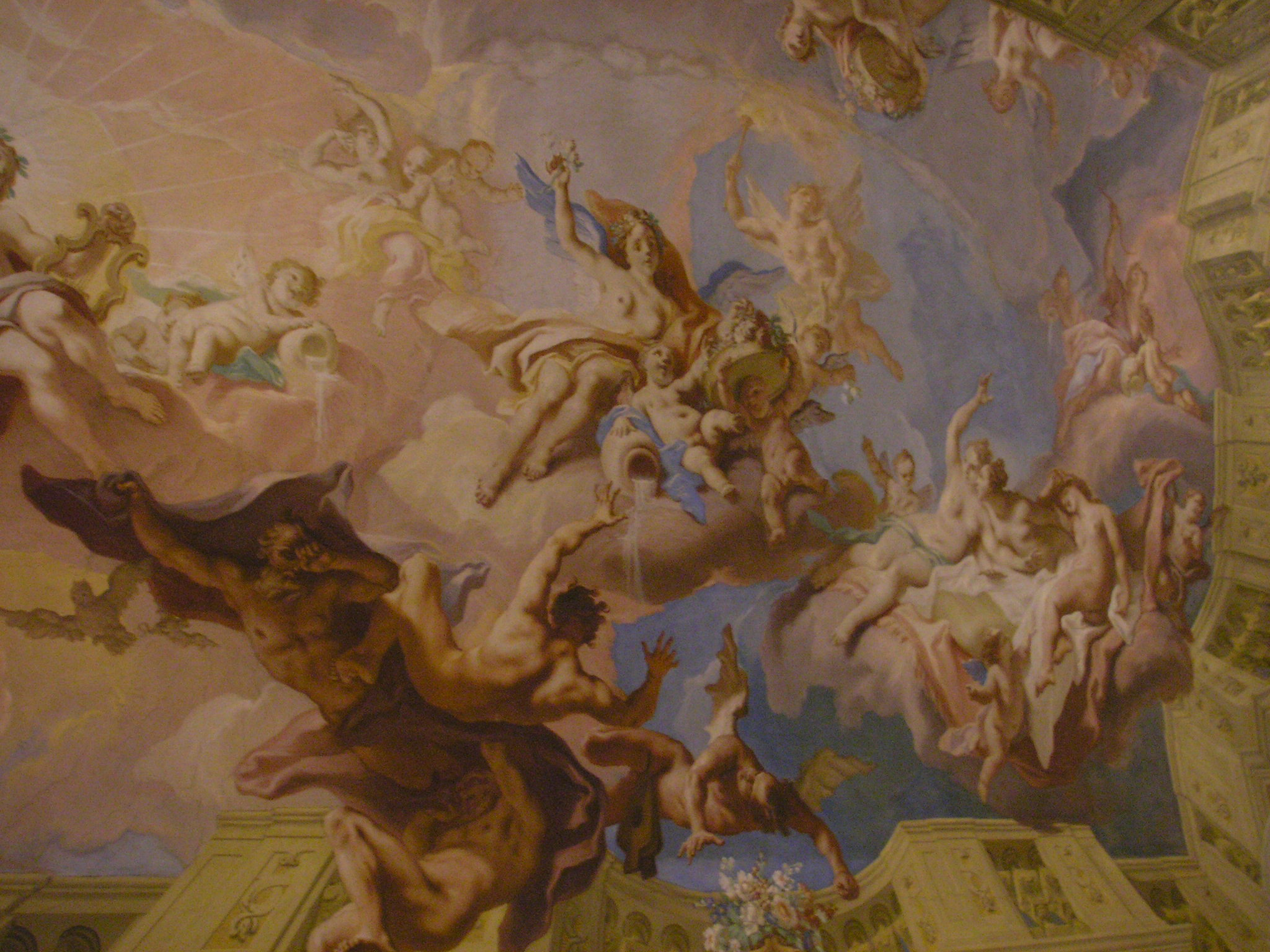
Розписи Carlonesaal у Верхньому Бельведері

## Музей бароко

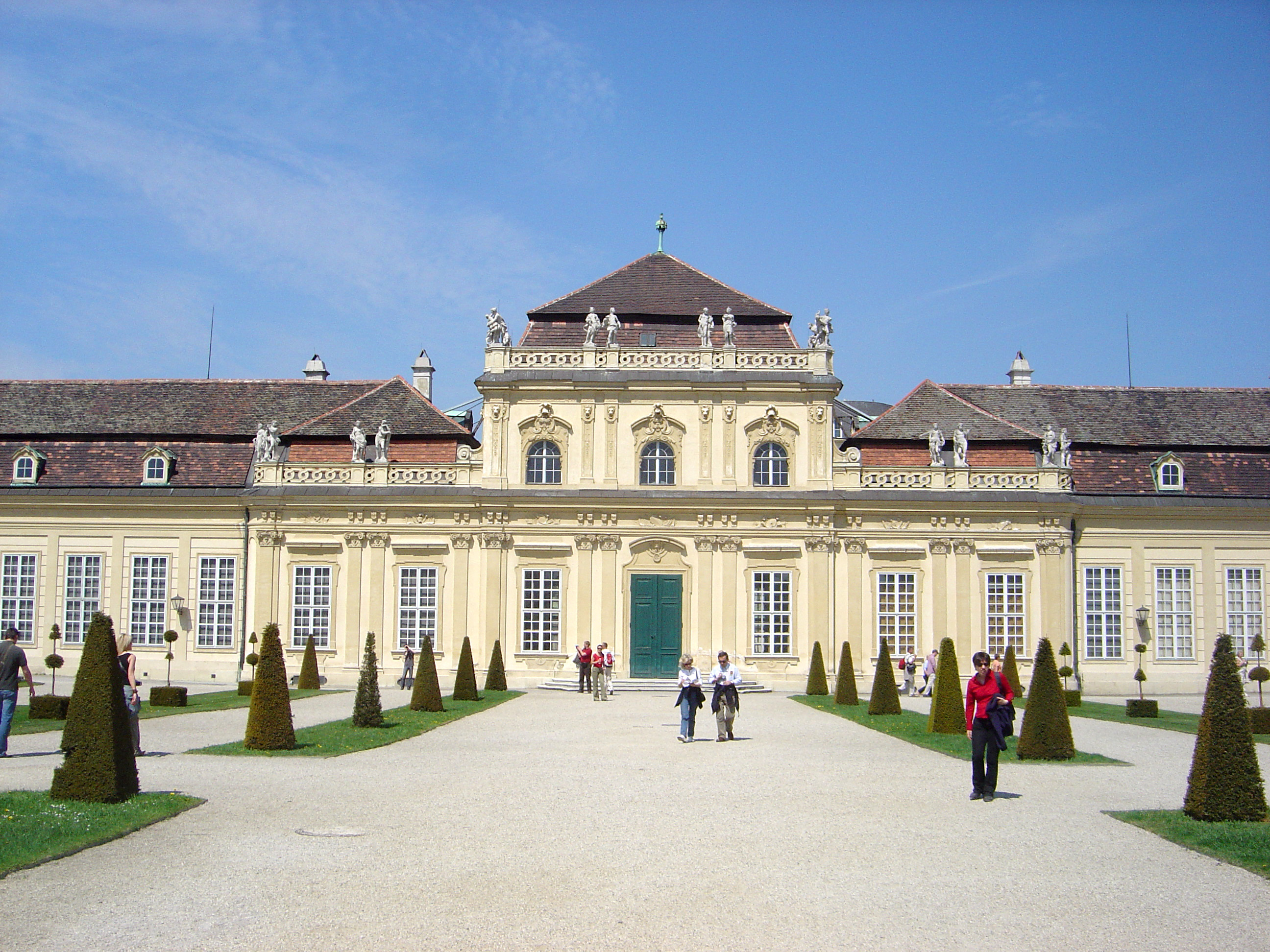
Музей бароко, Нижній Бельведер.

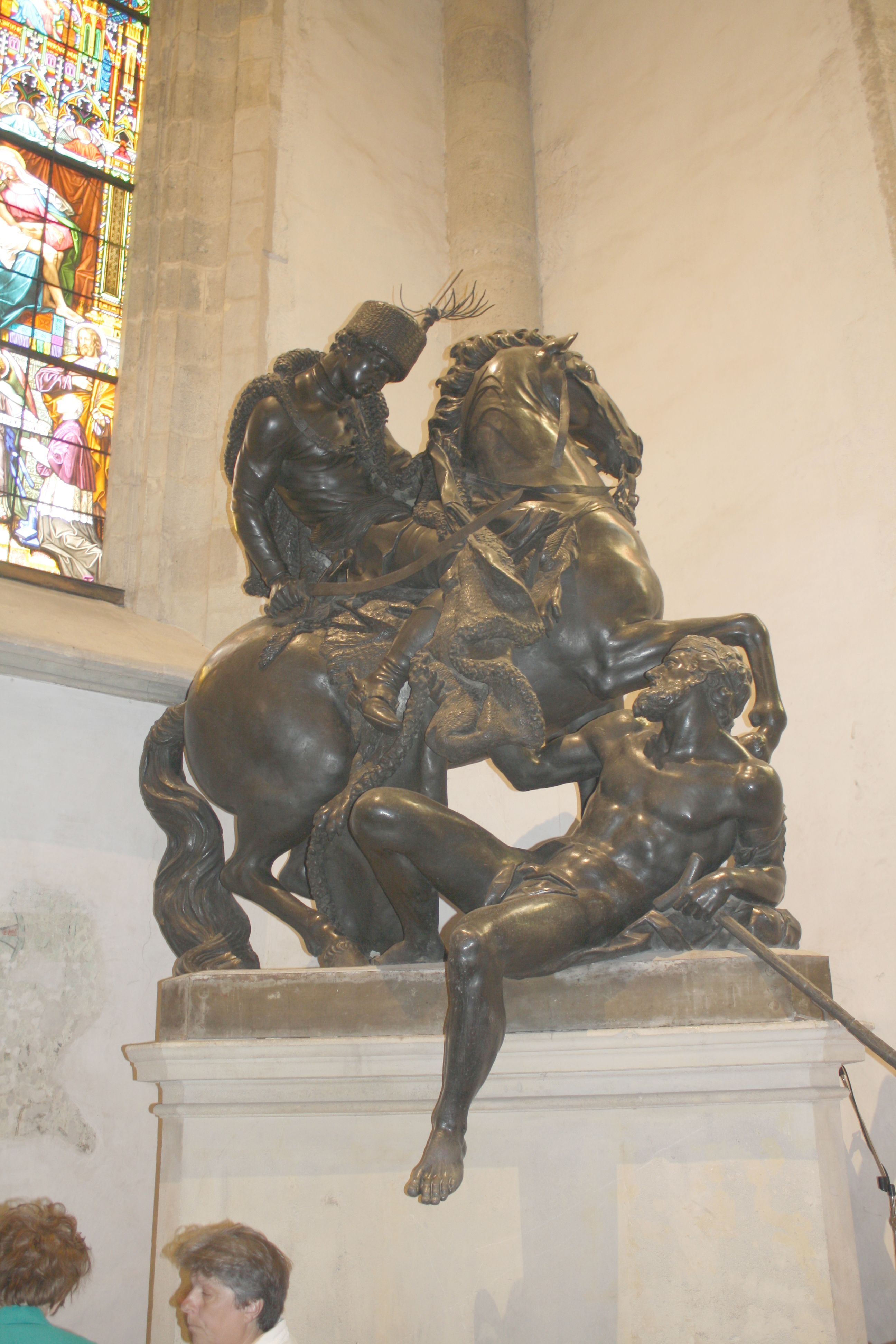
Скульптор Г. Доннер. Святий Мартин віддає жебраку половину свого плаща.

Мистецтво бароко Австрії посіло почесне місце в історії Європи. На початковому етапі воно розвинулось під сильним впливом бароко Італії, визначного центру барокового мистецтва взагалі. Війни, що йшли між Австрією і Оттоманською Портою (Туреччиною) затримали розвиток мистецтв в країні. Але ситуація радикально змінилася після перемог над Туреччиною, і в Австрії розпочався будівельний бум. За 30-40 років будівництва Відень та його передмістя отримали нові архітектурні домінанти у стилі бароко з новими палацами і садами.
Музей бароко в палаці Нижній Бельведер добре висвітлює цю добу і сам є експонатом музею, адже побудований в цей же період. Славу музею складає колекція скульптур, бо поряд з власною архітектурною школою склалася і потужна національна скульптурна школа. Її представники:
- Балтазар Пермозер (1651—1732)
- Георг Доннер (1693—1741)
- Франц Мессершмідт (11736-1783)
- Матьяш Бернард Браун, що працював переважно в Чехії, яка входила тоді до складу Австрійської імперії.

Серед творів музейної збірки Пермозеру належить скульптурна група «Апофеоз принца Євгена Савойського», а віртуозу Францу Мессершмідту скульптура імператриці Марії Терезії у повний зріст. У розкішному Мармуровому залі Нижнього Бельведеру розмістили і частини фонтану, скульптури для якого створив Георг Доннер (Алегорії річок Еннс і Марч тощо).
З 28 жовтня 2016 року до 12 лютого 2017 року експресивні барокові роботи — різьблення Йогана Георга Пінзеля та живопис — виставлені на показ у Зимовому палаці принца Євгена Савойського. Однак ні на сітілайтах, ні в офіційних пресрелізах палацу не згадують, що це колекція із фондів Львівської галереї мистецтв.